# Fabasoft
Fabasoft AG — компания-производитель программного обеспечения, со штаб-квартирой в Линце, Верхняя Австрия. Компания была основана в 1988 году Хельмутом Фалльманном (Helmut Fallman) и Леопольдом Бауернфейндом (Leopold Bauernfeind).
Название Fabasoft — аббревиатура Fallmann Bauernfeind Software.

## Обзор
Компания Fabasoft основана в 1988 году Хельмутом Фалльманном и Леопольдом Бауернфейндом в Линце, Австрия. Компания производит программное обеспечение, специализируется на облачных сервисах и автоматизации документооборота в госсекторе. Fabasoft работает в Германии, Швейцарии, Словакии, Италии, России и Португалии.
Акции Fabasoft AG появились на Франкфуртской фондовой бирже 4 октября 1999 года.
Fabasoft Cloud вписывается в соответствие с облачным кодексом поведения ЕС, являясь первой компанией, достигающей уровня соответствия 3.
С 2012 года Fabasoft является участником Глобального договора Организации Объединенных Наций, которая совершает руководство по устойчивому развитию и более широким целям, связанным с ООН.
С 2017 года начался активный рост котировок компании.